# Cyrkwica (obwód Szumen)
Cyrkwica (bułg. Църквица) – wieś w Bułgarii, w obwodzie Szumen, w gminie Nikoła Kozlewo. Według danych szacunkowych Ujednoliconego Systemu Ewidencji Ludności oraz Usług Administracyjnych dla Ludności, 15 września 2022 roku miejscowość liczyła 823 mieszkańców. Miejscowość zamieszkiwana jest w głównej mierze przez Cyganów i Turków.